# Donnezac
Donnezac é uma comuna francesa na região administrativa da Nova Aquitânia, no departamento da Gironda. Estende-se por uma área de 35,45 km². Em 2010 a comuna tinha 928 habitantes (densidade: 26,2 hab./km²).